# Copa da Liga Escocesa 1986–87
A Copa da Liga Escocesa de 1986-87 foi a 41º edição do segundo mais importante torneio eliminatório do futebol da Escócia. O campeão foi o Rangers F.C., que conquistou seu 14º título na história da competição ao vencer a final contra o Celtic F.C., pelo placar de 2 a 1.

## Premiação
| Copa da Liga Escocesa de 1986-87  |
| Escócia                           |
| --------------------------------- |
| Rangers F.C. Campeão (14º título) |